# Trinity (CHEMISTRYのアルバム)
『Trinity』（トリニティ）は、CHEMISTRY7枚目のアルバム。2012年1月25日発売。

## 解説
『Trinity』のタイトルが示すとおり「三位一体」をアルバム・テーマに掲げ、CHEMISTRY・川畑要・堂珍嘉邦の作品が5曲ごとに収録。
川畑は「CHEMISTRYとしては勿論、ソロの個性のある色の違い、そこが交わってCHEMISTRYというものが生まれてる」、「CHEMISTRY + Synergyという時があったからこそできた楽曲だと思う」と述べ、堂珍は「2曲ほど新しくダンスの振りをつけてライブ用に」と述べている。
初回生産限定盤は通常盤の収録曲数と同じだがBOX仕様3種（CHEMISTRYパート・川畑要ソロパート・堂珍嘉邦ソロパート）のCD・ジャケットに分割されたものとDVD封入。
DVDの内容は1時間収録DVD「CHEISTRY 10th Anniversary in NY Directors Cut Edition」は2011年9月3日放送MUSIC ON! TV「CHEMISTRY 10th Anniversary in NY」にてオンエアされた映像。
Keitoが宇宙探査隊をイメージし振付た楽曲「Trinity」について堂珍は「交響詩篇エウレカセブン」のテーマソング「sakura」をイメージし、「BS258」Dlife開局イメージソングである「Dreamy Life」は「シンデレラ」などウォルト・ディズニー・カンパニーを意識した楽曲となっている。作詞から楽曲をイメージした「sub-way」は片思いがテーマとなっている。「HERO」は2011年「川畑 要 ソロツアー2011 -breakthrough-」にて披露。東日本大震災を意識、窮状となればいついかなる時も駆けつけたい心境が歌詞に込められている。「Lucid dream」は人間の二面性をテーマとする歌詞であり、「Failure」は「自分を追い込んだ愛を、カウンターで跳ねのけたイメージ」と述べ、「悲しみシャワー」以外の堂珍楽曲は作曲先行で制作。堂珍は「人間って表裏あるじゃないですか、CHEMISTRYではそういうのなかなか出てなかった。自分が創る音楽はロックでなんか出るんじゃないのかな」と述べている。

## 収録曲

### 初回限定盤

#### Disc.1　CHEMISTRYパート
1. Trinity[4:20]
作詞：Jam／作曲：Jon Asher・John Eugene Wesley／編曲：江上浩太郎
2. NONONO[4:19]
作詞・作曲・編曲：竹本健一
3. Independence [5:01]
作詞：田中秀典／作曲：大智／編曲：吉岡たく
33rdシングル
4. Dreamy Life[3:54]
作詞：MIZUE／作曲：yellow Rubato（황현）[10]／編曲：K-Muto
5. eternal smile [5:31] 
作詞：MIZUE／作曲・編曲：KO-ICHIRO
34thシングル

#### Disc.2　川畑要ソロパート
1. New Arrival [3:17]
作詞：田中秀典／作曲：Super Changddai・URU／編曲：Super Changddai（슈퍼 창따이）[11]
33rdシングルのカップリング
2. sub-way[3:52]
作詞：合山瑞枝／作曲：川畑要・UTA／ 編曲：UTA
3. STOP[3:48]
作詞：川畑要・yellow Rubato／作曲・編曲：yellow Rubato
4. HERO[4:28]
作詞：NICE73／作曲：川畑要・LeeON／編曲：LeeON（이재명）[12]
5. Sweet Pain  [4:50] 
作詞・作曲：川畑要・谷口尚久／編曲：谷口尚久
34thシングルのカップリング

#### Disc.3　堂珍嘉邦ソロパート
1. Lucid dream [4:37]
作詞：堂珍嘉邦・Ali／作曲・編曲：Ali
2. Failure [3:47]
作詞：堂珍嘉邦／作曲：堂珍嘉邦・Solaya・Josh “Igloo" Monroy／編曲：Josh “Igloo" Monroy
3. Believe [4:12]
作詞：堂珍嘉邦・Jam／作曲：Fredro Odesjo・竹本健一・内田智之・堂珍嘉邦／編曲：竹本健一
4. She knows why  [4:53]
作詞：堂珍嘉邦／作曲：堂珍嘉邦・Josh Wilbur・Kevin Billingslea／編曲：Josh Wilbur・Kevin Billingslea
34thシングルのカップリング
5. 悲しみシャワー [4:15]
作詞：百田留衣・堂珍嘉邦／作曲：百田留衣／編曲：堂珍嘉邦・Jin Saito・Ali
33rdシングルのカップリング

#### DVD
- 「CHEMISTRY 10th Anniversary in NY Directors Cut Edition」

### 通常盤
1. Trinity[4:20]
2. NONONO[4:19]
3. Independence [5:01]
4. Dreamy Life[3:54]
5. eternal smile  [5:31]
6. New Arrival [3:17]
歌：川畑要
7. sub-way[3:52]
歌：川畑要
8. STOP[3:48]
歌：川畑要
9. HERO[4:28]
歌：川畑要
10. Sweet Pain  [4:50] 
歌：川畑要
11. Lucid dream [4:37]
歌：堂珍嘉邦
12. Failure [3:47]
歌：堂珍嘉邦
13. Believe [4:12]
歌：堂珍嘉邦
14. She knows why  [4:53]
歌：堂珍嘉邦
15. 悲しみシャワー [4:15]
歌：堂珍嘉邦

## 特典
初回限定盤　通常盤　一部店舗限定先着購入特典
CHEMISTRY・堂珍・川畑の内1種ランダムに含まれるフォトカード、一部のCHEMISTRYフォトカードにサイン入り

## 演奏
- Jaylien：All Instruments, Drum Programming (#1)
- 竹本健一：All Programming, Other Instruments (#2.13)
- 吉岡たく：All Programming, Other Instruments (#3)
- 奥田健治：Guitar (#3)
- 斎藤仁
  - Keyboards (#3)
  - All Programming, Other Instruments (#15)
- 落合徹也：Strings Arrangement (#3)
- 弦一徹ストリングス：Strings (#3)
- K-MUTO：All Programming, Other Instruments (#4.)
- KO-ICHIRO (Skoop On Somebody)：Piano, All Programming, Other Instruments (#5)
- 山口周平
  - Acoustic Guitar (#5),
  - Guitar (#13)
- CHICA：1st Violin (#5)
- 押鐘貴之：2nd Violin (#5)
- 細川亜維子：Viola (#5)
- 植木明子：Cello (#5)
- Super Changddai：All Programming, Other Instruments (#6)
- UTA：All Programming, Instruments (#7)
- yellow Rubato：All Programming, Other Instruments (#8)
- LeeON：All Programming, Other Instruments (#9)
- Junho Hong：Guitar (#9)
- 谷口尚久：All Programming, Other Instruments (#10)
- PABLO (Pay money To my Pain)：Guitar (#11.15)
- Ali
  - All Programming, Other Instruments (#11.15)
  - Bass (#15)
- Solaya：Guitar (#12)
- Joshua "igloo" Monroy：All Programming, Other Instruments, Track Produce (#12)
- Fredrik "Fredro" Odesjo：All Programming, Other Instruments, Track Produce (#13)
- Josh Wilbur：All Programming, Other Instruments (#14)
- Kevin Billingslea：All Programming, Other Instruments (#14)
- Jesse Wallace：Drums (#14)
- 堂珍嘉邦：Acoustic Guitar (#15)

## 発売日一覧
| 地域 | 情報          | 規格                               | レーベル                          |
| ---- | ------------- | ---------------------------------- | --------------------------------- |
| 日本 | 2012年1月25日 | CD+DVD、CD、デジタル・ダウンロード | デフスターレコーズ                |
| 台湾 | 2012年2月10日 | CD、デジタル・ダウンロード         | Sony Music Entertainment (Taiwan) |
| 韓国 | 2012年2月16日 | CD、デジタル・ダウンロード         | Sony Music (KR)                   |